# Critérium del Dauphiné
El Critérium del Dauphiné (oficialmente, Critérium du Dauphiné) es una carrera ciclista profesional por etapas que se disputa en los Alpes franceses, en la antigua provincia francesa del Delfinado (actual Auvernia-Ródano-Alpes), en el mes de junio.
Fue creada en 1947 por Georges Cazeneuve y organizada por el diario francés Le Dauphiné Libéré. Desde la creación del UCI ProTour en 2005 (después UCI World Ranking y UCI WorldTour) está en dicho calendario de la máxima categoría; antes era 2.HC. Fue, junto al Gran Premio de Plouay, la única carrera ciclista francesa de máximo nivel que no estaba organizada por Amaury Sport Organisation, hasta que en enero de 2010 dicha empresa compró esta carrera, cambiando mínimamente el nombre ya que del 2002 hasta 2009 se llamó oficialmente Critérium du Dauphiné Libéré y anteriormente simplemente Dauphiné Libéré.
La carrera tiene gran prestigio en el mundo del ciclismo, como lo demuestra su palmarés en el que figuran todos los quíntuples ganadores del Tour de Francia.
Lance Armstrong ha dicho sobre esta prueba "Esta es la más hermosa carrera en el mundo después del Tour de Francia".

## Palmarés
| Año                               | Ganador                | Segundo                   | Tercero                  |
| --------------------------------- | ---------------------- | ------------------------- | ------------------------ |
| Dauphiné Libéré                   |                        |                           |                          |
| 1947                              | Édouard Klabinski      | Gino Sciardis             | Fermo Camellini          |
| 1948                              | Édouard Fachleitner    | Paul Giguet               | Jean Robic               |
| 1949                              | Lucien Lazarides       | Jean Robic                | Fermo Camellini          |
| 1950                              | Nello Lauredi          | Jean-Apôtre Lazaridès     | Bim Diederich            |
| 1951                              | Nello Lauredi          | Antonin Rolland           | Lucien Lazarides         |
| 1952                              | Jean Dotto             | Nello Lauredi             | Jean Le Guilly           |
| 1953                              | Lucien Teisseire       | Charly Gaul               | Jean Robic               |
| 1954                              | Nello Lauredi          | Jean-Pierre Schmitz       | Pierre Molinéris         |
| 1955                              | Louison Bobet          | Roger Walkowiak           | Marcel De Mulder         |
| 1956                              | Alex Close             | Antonin Rolland           | Fernand Picot            |
| 1957                              | Marcel Rohrbach        | René Privat               | Jean-Pierre Schmitz      |
| 1958                              | Louis Rostollan        | Francis Pipelin           | Jean-Pierre Schmitz      |
| 1959                              | Henri Anglade          | Raymond Mastrotto         | Roger Rivière            |
| 1960                              | Jean Dotto             | Raymond Mastrotto         | Gérard Thiélin           |
| 1961                              | Brian Robinson         | Raymond Mastrotto         | François Mahé            |
| 1962                              | Raymond Mastrotto      | Hans Jünkermann           | Raymond Poulidor         |
| 1963                              | Jacques Anquetil       | José Pérez Francés        | Fernando Manzaneque      |
| 1964                              | Valentín Uriona        | Raymond Poulidor          | Esteban Martín Jiménez   |
| 1965                              | Jacques Anquetil       | Raymond Poulidor          | Karl-Heinz Kunde         |
| 1966                              | Raymond Poulidor       | Carlos Echeverría         | Patxi Gabica             |
| 1967-1968 ediciones no disputadas |                        |                           |                          |
| 1969                              | Raymond Poulidor       | Ferdinand Bracke          | Roger Pingeon            |
| 1970                              | Luis Ocaña             | Roger Pingeon             | Herman Van Springel      |
| 1971                              | Eddy Merckx            | Luis Ocaña                | Bernard Thévenet         |
| 1972                              | Luis Ocaña             | Bernard Thévenet          | Lucien van Impe          |
| 1973                              | Luis Ocaña             | Bernard Thévenet          | Joop Zoetemelk           |
| 1974                              | Alain Santy            | Raymond Poulidor          | Jean-Pierre Danguillaume |
| 1975                              | Bernard Thévenet       | Francesco Moser           | Joop Zoetemelk           |
| 1976                              | Bernard Thévenet       | Vicente López Carril      | Raymond Delisle          |
| 1977                              | Bernard Hinault        | Bernard Thévenet          | Lucien van Impe          |
| 1978                              | Michel Pollentier      | Mariano Martínez          | Francisco Galdós         |
| 1979                              | Bernard Hinault        | Henk Lubberding           | Francisco Galdós         |
| 1980                              | Johan van der Velde    | Raymond Martin            | Joaquim Agostinho        |
| 1981                              | Bernard Hinault        | Joaquim Agostinho         | Greg LeMond              |
| 1982                              | Michel Laurent         | Jean-René Bernaudeau      | Pascal Simon             |
| 1983                              | Greg LeMond            | Robert Millar             | Robert Alban             |
| 1984                              | Martín Alonso Ramírez  | Bernard Hinault           | Greg LeMond              |
| 1985                              | Phil Anderson          | Steven Rooks              | Pierre Bazzo             |
| 1986                              | Urs Zimmermann         | Ronan Pensec              | Joop Zoetemelk           |
| 1987                              | Charly Mottet          | Henry Cárdenas            | Ronan Pensec             |
| 1988                              | Lucho Herrera          | Niki Rüttimann            | Charly Mottet            |
| 1989                              | Charly Mottet          | Robert Millar             | Thierry Claveyrolat      |
| 1990                              | Robert Millar          | Thierry Claveyrolat       | Álvaro Mejía             |
| 1991                              | Lucho Herrera          | Laudelino Cubino          | Tony Rominger            |
| 1992                              | Charly Mottet          | Luc Leblanc               | Gianni Bugno             |
| 1993                              | Laurent Dufaux         | Oliverio Rincón           | Éric Boyer               |
| 1994                              | Laurent Dufaux         | Ronan Pensec              | Artūras Kasputis         |
| 1995                              | Miguel Induráin        | Chris Boardman            | Vicente Aparicio         |
| 1996                              | Miguel Induráin        | Tony Rominger             | Richard Virenque         |
| 1997                              | Udo Bölts              | Abraham Olano             | Jean-Cyril Robin         |
| 1998                              | Armand de Las Cuevas   | Miguel Ángel Peña Cáceres | Andrei Teteriouk         |
| 1999                              | Alekszandr Vinokurov   | Jonathan Vaughters        | Wladimir Belli           |
| 2000                              | Tyler Hamilton         | Haimar Zubeldia           | Lance Armstrong          |
| 2001                              | Christophe Moreau      | Pável Tonkov              | Benoît Salmon            |
| Critérium de la Dauphiné Libéré   |                        |                           |                          |
| 2002                              | Lance Armstrong        | Floyd Landis              | Christophe Moreau        |
| 2003                              | Lance Armstrong        | Iban Mayo                 | David Millar             |
| 2004                              | Iban Mayo              | Tyler Hamilton            | Óscar Sevilla            |
| 2005                              | Íñigo Landaluze        | Santiago Botero           | Levi Leipheimer          |
| 2006                              | Levi Leipheimer        | Christophe Moreau         | Bernhard Kohl            |
| 2007                              | Christophe Moreau      | Cadel Evans               | Andréi Kashechkin        |
| 2008                              | Alejandro Valverde     | Cadel Evans               | Levi Leipheimer          |
| 2009                              | Alejandro Valverde     | Cadel Evans               | Alberto Contador         |
| Critérium del Dauphiné            |                        |                           |                          |
| 2010                              | Janez Brajkovič        | Alberto Contador          | Tejay van Garderen       |
| 2011                              | Bradley Wiggins        | Cadel Evans               | Alekszandr Vinokurov     |
| 2012                              | Bradley Wiggins        | Michael Rogers            | Cadel Evans              |
| 2013                              | Chris Froome           | Richie Porte              | Dani Moreno              |
| 2014                              | Andrew Talansky        | Alberto Contador          | Jurgen van den Broeck    |
| 2015                              | Chris Froome           | Tejay van Garderen        | Rui Alberto Costa        |
| 2016                              | Chris Froome           | Romain Bardet             | Daniel Martin            |
| 2017                              | Jakob Fuglsang         | Richie Porte              | Daniel Martin            |
| 2018                              | Geraint Thomas         | Adam Yates                | Romain Bardet            |
| 2019                              | Jakob Fuglsang         | Tejay van Garderen        | Emanuel Buchmann         |
| 2020                              | Daniel Felipe Martínez | Thibaut Pinot             | Guillaume Martin         |
| 2021                              | Richie Porte           | Alexéi Lutsenko           | Geraint Thomas           |
| 2022                              | Primož Roglič          | Jonas Vingegaard          | Ben O'Connor             |
| 2023                              | Jonas Vingegaard       | Adam Yates                | Ben O'Connor             |
| 2024                              | Primož Roglič          | Matteo Jorgenson          | Derek Gee                |
| 2025                              | Tadej Pogačar          | Jonas Vingegaard          | Florian Lipowitz         |

Nota:
- A Lance Armstrong le fue retirado el título de las ediciones 2002 y 2003, así como la 3ª posición obtenida en el año 2000 debido al caso US Postal-Armstrong
- Asimismo, a Levi Leipheimer le fue retirado el título de la edición 2006, así como la 3ª posición obtenida en el año  2005 por el mismo caso

## Palmarés por países
| País           | Victorias | 2.º lugar | 3.º lugar | Total | Último vencedor                |
| -------------- | --------- | --------- | --------- | ----- | ------------------------------ |
| Francia        | 30        | 30        | 26        | 86    | Christophe Moreau en 2007      |
| España         | 10        | 11        | 9         | 30    | Alejandro Valverde en 2009     |
| Reino Unido    | 8         | 5         | 2         | 15    | Geraint Thomas en 2018         |
| Colombia       | 4         | 3         | 1         | 8     | Daniel Felipe Martínez en 2020 |
| Eslovenia      | 4         | 0         | 0         | 2     | Tadej Pogačar en 2025          |
| Estados Unidos | 3         | 6         | 4         | 12    | Andrew Talansky en 2014        |
| Suiza          | 3         | 2         | 1         | 6     | Laurent Dufaux en 1994         |
| Dinamarca      | 3         | 2         | 0         | 5     | Jonas Vingegaard en 2023       |
| Bélgica        | 3         | 1         | 5         | 9     | Michel Pollentier en 1978      |
| Estados Unidos | 3         | 0         | 2         | 5     | Andrew Talansky en 2014        |
| Australia      | 2         | 7         | 3         | 12    | Richie Porte en 2021           |
| Países Bajos   | 1         | 2         | 3         | 6     | Johan van der Velde en 1980    |
| Kazajistán     | 1         | 1         | 3         | 5     | Aleksandr Vinokúrov en 1999    |
| Alemania       | 1         | 1         | 3         | 5     | Udo Bölts en 1997              |
| Polonia        | 1         | 0         | 0         | 1     | Édouard Klabinski en 1947      |
| Italia         | 0         | 2         | 4         | 6     | -                              |
| Luxemburgo     | 0         | 2         | 3         | 7     | -                              |
| Portugal       | 0         | 1         | 2         | 3     | -                              |
| Rusia          | 0         | 1         | 0         | 1     | -                              |
| Irlanda        | 0         | 0         | 2         | 2     | -                              |
| Lituania       | 0         | 0         | 1         | 1     | -                              |
| Austria        | 0         | 0         | 1         | 1     | -                              |
| Canadá         | 0         | 0         | 1         | 1     | -                              |

En negrilla corredores activos.

## Estadísticas

### Más victorias generales
| Ciclista           | Victorias | Años             |
| ------------------ | --------- | ---------------- |
| Nello Lauredi      | 3         | 1950, 1951, 1954 |
| Luis Ocaña         | 3         | 1970, 1972, 1973 |
| Bernard Hinault    | 3         | 1977, 1979, 1981 |
| Charly Mottet      | 3         | 1987, 1989, 1992 |
| Chris Froome       | 3         | 2013, 2015, 2016 |
| Jean Dotto         | 2         | 1952, 1960       |
| Jacques Anquetil   | 2         | 1963, 1965       |
| Raymond Poulidor   | 2         | 1966, 1969       |
| Bernard Thévenet   | 2         | 1975, 1976       |
| Lucho Herrera      | 2         | 1988, 1991       |
| Laurent Dufaux     | 2         | 1993, 1994       |
| Miguel Induráin    | 2         | 1995, 1996       |
| Christophe Moreau  | 2         | 2001, 2007       |
| Alejandro Valverde | 2         | 2008, 2009       |
| Bradley Wiggins    | 2         | 2011, 2012       |
| Jakob Fuglsang     | 2         | 2017, 2019       |
| Primož Roglič      | 2         | 2022, 2024       |

En negrilla corredores activos.

### Victorias consecutivas
- Dos victorias seguidas:
  -  Nello Lauredi (1950, 1951)
  -  Luis Ocaña (1972, 1973)
  -  Bernard Thévenet (1975, 1976)
  -  Laurent Dufaux (1993, 1994)
  -  Miguel Induráin (1995, 1996)
  -  Alejandro Valverde (2008, 2009)
  -  Bradley Wiggins (2011, 2012)
  -  Chris Froome (2015, 2016)

### Más victorias en la clasificación de la montaña
- 5.  Thierry Claveyrolat en 1986, 1990, 1991, 1992 y 1993.
- 3.  Luis Ocaña en 1971, 1972 y 1973.
- 3.  Lucien Van Impe en 1975, 1976 y 1977.
- 3.  Bernard Hinault en 1979, 1981 y 1984.

### Más victorias en la clasificación por puntos
- 3.  Thierry Claveyrolat en 1987, 1989 y 1990.

En negrilla corredores activos.

### Victorias de etapa
- Actualizado a 2024

Estos son los ciclistas que han ganado cuatro o más etapas:
| Ciclista             | Etapas |
| -------------------- | ------ |
| Bernard Hinault      | 10     |
| Chris Boardman       | 8      |
| Freddy Maertens      | 7      |
| Raymond Poulidor     | 6      |
| Iban Mayo            | 6      |
| Chris Froome         | 6      |
| Nello Lauredi        | 5      |
| Wout van Aert        | 5      |
| Edvald Boasson Hagen | 5      |
| Thierry Claveyrolat  | 5      |

| Ciclista             | Etapas |
| -------------------- | ------ |
| Bernard Thévenet     | 5      |
| Phil Anderson        | 4      |
| Lance Armstrong      | 4      |
| Luis Ocaña           | 4      |
| Joop Zoetemelk       | 4      |
| Alexandre Vinokourov | 4      |
| Richard Virenque     | 4      |
| Louison Bobet        | 4      |
| Thor Hushovd         | 4      |
| Louison Bobet        | 4      |

| Ciclista        | Etapas |
| --------------- | ------ |
| André Darrigade | 4      |
| Patrick Sercu   | 4      |
| Greg Lemond     | 4      |

En negrilla corredores activos.